# Volleyball-Weltmeisterschaft der Männer 2010
Die Volleyball-Weltmeisterschaft der Männer 2010 fand vom 25. September bis 10. Oktober in Italien statt. Die Brasilianer verteidigten ihren Titel im Finale gegen Kuba erfolgreich. Die deutsche Mannschaft erreichte den achten Rang und damit das beste Ergebnis seit der Weltmeisterschaft 1974.

## Modus
Das Turnier begann mit einer Vorrunde in sechs Gruppen (A–F) mit je vier Mannschaften. Die Auslosung fand am 28. Oktober 2009 in Rom statt. Die drei besten Teams jeder Gruppe erreichten die zweite Runde, die in sechs Gruppen mit je drei Teilnehmern ausgetragen wurde. Die Gruppensieger und -zweiten der zweiten Runde spielten in der dritten Runde in vier Dreiergruppen. Bei gleicher Punktzahl entschied nicht das Satzverhältnis, sondern der Ballpunktquotient (BPQ) über die Reihenfolge der Platzierungen. Nach den drei Gruppenphasen folgten die Platzierungsspiele um die Ränge eins bis zwölf.

## Spielplan

### Erste Runde
In Gruppe A starteten die Gastgeber mit zwei klaren Siegen gegen Ägypten und Japan. Die iranische Mannschaft konnte zwar im letzten Spiel gegen Italien zwei Sätze gewinnen, verpasste jedoch wegen des schlechteren Ballpunktquotienten die nächste Runde. In Gruppe B musste sich Spanien im Tiebreak gegen Kuba und nach einem umkämpften Spiel gegen Brasilien geschlagen geben. Die Kubaner sicherten sich in fünf Sätzen gegen die Südamerikaner den Gruppensieg, während Tunesien sieglos blieb.
| Gruppe A in Mailand |         |       |        |       |
|                     | Team    | Sätze | Punkte | BPQ   |
| 1.                  | Italien | 9:2   | 6      | 1,266 |
| 2.                  | Ägypten | 5:6   | 4      | 0,957 |
| 3.                  | Japan   | 4:8   | 4      | 0,945 |
| 4.                  | Iran    | 5:7   | 4      | 0,895 |

| 25. September | Ägypten | Iran    | 3:0 |
|               | Italien | Japan   | 3:0 |
| 26. September | Iran    | Japan   | 3:1 |
|               | Ägypten | Italien | 0:3 |
| 27. September | Japan   | Ägypten | 3:2 |
|               | Italien | Iran    | 3:2 |

| Gruppe B in Verona |           |       |        |       |
|                    | Team      | Sätze | Punkte | BPQ   |
| 1.                 | Kuba      | 9:4   | 6      | 1,125 |
| 2.                 | Brasilien | 8:4   | 5      | 1,137 |
| 3.                 | Spanien   | 6:7   | 4      | 0,967 |
| 4.                 | Tunesien  | 1:9   | 3      | 0,768 |

| 25. September | Brasilien | Tunesien  | 3:0 |
|               | Spanien   | Kuba      | 2:3 |
| 26. September | Tunesien  | Kuba      | 0:3 |
|               | Brasilien | Spanien   | 3:1 |
| 27. September | Spanien   | Tunesien  | 3:1 |
|               | Kuba      | Brasilien | 3:2 |

Die Russen belegten in Gruppe C mit drei Siegen den ersten Rang. Der direkte Konkurrent Puerto Rico verlor das letzte Spiel mit 2:3. Kamerun gelang mit dem Erfolg gegen Australien der erste Sieg bei einer Weltmeisterschaft. In Gruppe D mussten die USA zum Auftakt gegen Mexiko einen 0:2-Rückstand drehen, schafften aber ungeschlagen den Gruppensieg. Argentinien kam als Zweiter in die nächste Runde, während Venezuela keinen Satz für sich entscheiden konnte.
| Gruppe C in Modena |             |       |        |       |
|                    | Team        | Sätze | Punkte | BPQ   |
| 1.                 | Russland    | 9:3   | 6      | 1,263 |
| 2.                 | Puerto Rico | 8:4   | 5      | 1,030 |
| 3.                 | Kamerun     | 3:7   | 4      | 0,899 |
| 4.                 | Australien  | 3:9   | 3      | 0,855 |

| 25. September | Russland    | Kamerun     | 3:0 |
|               | Australien  | Puerto Rico | 1:3 |
| 26. September | Kamerun     | Puerto Rico | 0:3 |
|               | Russland    | Australien  | 3:1 |
| 27. September | Australien  | Kamerun     | 1:3 |
|               | Puerto Rico | Russland    | 2:3 |

| Gruppe D in Reggio Calabria |                    |       |        |       |
|                             | Team               | Sätze | Punkte | BPQ   |
| 1.                          | Vereinigte Staaten | 9:3   | 6      | 1,102 |
| 2.                          | Argentinien        | 7:4   | 5      | 1,136 |
| 3.                          | Mexiko             | 6:6   | 4      | 0,950 |
| 4.                          | Venezuela          | 0:9   | 3      | 0,804 |

| 25. September | Venezuela   | Argentinien | 0:3 |
|               | USA         | Mexiko      | 3:2 |
| 26. September | Argentinien | Mexiko      | 3:1 |
|               | Venezuela   | USA         | 0:3 |
| 27. September | Mexiko      | Venezuela   | 3:0 |
|               | USA         | Argentinien | 3:1 |

Die Franzosen konnten in Gruppe E die Konkurrenten Tschechien und Bulgarien, die ebenfalls weiterkamen, erst im Tiebreak bezwingen. China war mit nur einem gewonnenen Satz chancenlos. Die deutsche Mannschaft kassierte in Gruppe F zunächst eine deutliche Niederlage gegen Serbien und unterlag anschließend dem Gruppensieger Polen im Tiebreak. Durch ein 3:0 gegen Außenseiter Kanada kam die DVV-Auswahl wegen des besseren Ballpunktquotienten trotzdem in die zweite Runde.
| Gruppe E in Turin |                     |       |        |       |
|                   | Team                | Sätze | Punkte | BPQ   |
| 1.                | Frankreich          | 9:4   | 6      | 1,142 |
| 2.                | Tschechien          | 8:5   | 5      | 1,007 |
| 3.                | Bulgarien           | 6:6   | 4      | 1,025 |
| 4.                | Volksrepublik China | 1:9   | 3      | 0,807 |

| 25. September | Frankreich | Tschechien | 3:2 |
|               | Bulgarien  | China      | 3:0 |
| 26. September | Tschechien | China      | 3:1 |
|               | Frankreich | Bulgarien  | 3:2 |
| 27. September | Bulgarien  | Tschechien | 1:3 |
|               | China      | Frankreich | 0:3 |

| Gruppe F in Triest |             |       |        |       |
|                    | Team        | Sätze | Punkte | BPQ   |
| 1.                 | Polen       | 9:3   | 6      | 1,134 |
| 2.                 | Serbien     | 5:6   | 4      | 1,029 |
| 3.                 | Deutschland | 5:6   | 4      | 0,948 |
| 4.                 | Kanada      | 3:7   | 4      | 0,888 |

| 25. September | Polen       | Kanada      | 3:0 |
|               | Deutschland | Serbien     | 0:3 |
| 26. September | Kanada      | Serbien     | 3:1 |
|               | Polen       | Deutschland | 3:2 |
| 27. September | Deutschland | Kanada      | 3:0 |
|               | Serbien     | Polen       | 1:3 |

### Zweite Runde
Deutschland verlor in Gruppe G nach dem erfolgreichen Auftakt gegen Puerto Rico die Begegnung mit dem Gastgeber und profitierte letztlich vom Sieg der Italiener gegen das karibische Team. In Gruppe H reichte den Serben bereits das 3:1 gegen Kuba zum ersten Platz, da beide Konkurrenten keine Probleme mit Mexiko hatten.
| Gruppe G in Catania |             |       |        |       |
|                     | Team        | Sätze | Punkte | BPQ   |
| 1.                  | Italien     | 6:2   | 4      | 1,139 |
| 2.                  | Deutschland | 4:3   | 3      | 0,994 |
| 3.                  | Puerto Rico | 1:6   | 2      | 0,869 |

| 30. September | Puerto Rico | Deutschland | 0:3 |
| 1. Oktober    | Deutschland | Italien     | 1:3 |
| 2. Oktober    | Italien     | Puerto Rico | 3:1 |

| Gruppe H in Mailand |         |       |        |       |
|                     | Team    | Sätze | Punkte | BPQ   |
| 1                   | Serbien | 6:1   | 4      | 1,145 |
| 2                   | Kuba    | 4:3   | 3      | 1,095 |
| 3                   | Mexiko  | 0:6   | 2      | 0,770 |

| 30. September | Kuba    | Serbien | 1:3 |
| 1. Oktober    | Mexiko  | Kuba    | 0:3 |
| 2. Oktober    | Serbien | Mexiko  | 3:0 |

In Gruppe I sorgte das Spiel zwischen Russland und Spanien für eine kontroverse Diskussion um den Modus, da die Russen nach 2:0-Führung absichtlich verloren, um als Zweiter in die vermeintlich leichtere Gruppe der dritten Runde zu kommen. Nachdem die US-Amerikaner in Gruppe L mit 0:3 gegen Tschechien verloren hatten, verpasste der Außenseiter Kamerun gegen den Olympiasieger knapp einen weiteren Erfolg.
| Gruppe I in Catania |          |       |        |       |
|                     | Team     | Sätze | Punkte | BPQ   |
| 1.                  | Spanien  | 6:3   | 4      | 1,095 |
| 2.                  | Russland | 5:3   | 3      | 1,119 |
| 3.                  | Ägypten  | 1:6   | 2      | 0,792 |

| 30. September | Russland | Ägypten  | 3:0 |
| 1. Oktober    | Spanien  | Russland | 3:2 |
| 2. Oktober    | Ägypten  | Spanien  | 1:3 |

| Gruppe L in Ancona |                    |       |        |       |
|                    | Team               | Sätze | Punkte | BPQ   |
| 1.                 | Tschechien         | 6:0   | 4      | 1,304 |
| 2.                 | Vereinigte Staaten | 3:5   | 3      | 1,048 |
| 3.                 | Kamerun            | 2:6   | 2      | 0,771 |

| 30. September | USA        | Tschechien | 0:3 |
| 1. Oktober    | Kamerun    | USA        | 2:3 |
| 2. Oktober    | Tschechien | Kamerun    | 3:0 |

In Gruppe M sicherte sich Frankreich nach der Niederlage gegen Argentinien mit einem Sieg gegen die ausgeschiedenen Japaner den zweiten Rang. Der amtierende Europameister Polen schied in Gruppe N nach zwei 0:3-Niederlagen aus. Dass die Brasilianer anschließend gegen Bulgarien ebenfalls keinen Satz gewannen, verschärfte die öffentliche Kritik an diesem Turnier.
| Gruppe M in Mailand |             |       |        |       |
|                     | Team        | Sätze | Punkte | BPQ   |
| 1.                  | Argentinien | 6:2   | 4      | 1,096 |
| 2.                  | Frankreich  | 4:3   | 3      | 1,039 |
| 3.                  | Japan       | 1:6   | 2      | 0,867 |

| 30. September | Frankreich  | Argentinien | 1:3 |
| 1. Oktober    | Japan       | Frankreich  | 0:3 |
| 2. Oktober    | Argentinien | Japan       | 3:1 |

| Gruppe N in Ancona |           |       |        |       |
|                    | Team      | Sätze | Punkte | BPQ   |
| 1.                 | Bulgarien | 6:0   | 4      | 1,304 |
| 2.                 | Brasilien | 3:3   | 3      | 1,015 |
| 3.                 | Polen     | 0:6   | 2      | 0,753 |

| 30. September | Polen     | Brasilien | 0:3 |
| 1. Oktober    | Bulgarien | Polen     | 3:0 |
| 2. Oktober    | Brasilien | Bulgarien | 0:3 |

### Dritte Runde
Die Gastgeber erreichten in Gruppe O ungeschlagen das Halbfinale. Das US-Team belegte nach dem Sieg gegen Frankreich den zweiten Rang. In Gruppe P beendete Serbien mit zwei Siegen die Chancen der Russen auf eine vordere Platzierung.
| Gruppe O |                    |       |        |       |
|          | Team               | Sätze | Punkte | BPQ   |
| 1.       | Italien            | 6:2   | 4      | 1,067 |
| 2.       | Vereinigte Staaten | 4:3   | 3      | 1,179 |
| 3.       | Frankreich         | 1:6   | 2      | 0,783 |

| 4. Oktober | Frankreich | USA        | 0:3 |
| 5. Oktober | USA        | Italien    | 1:3 |
| 6. Oktober | Italien    | Frankreich | 3:1 |

| Gruppe P |             |       |        |       |
|          | Team        | Sätze | Punkte | BPQ   |
| 1.       | Serbien     | 6:2   | 4      | 1,085 |
| 2.       | Russland    | 4:3   | 3      | 1,147 |
| 3.       | Argentinien | 1:6   | 2      | 0,784 |

| 4. Oktober | Serbien     | Argentinien | 3:1 |
| 5. Oktober | Serbien     | Russland    | 3:1 |
| 6. Oktober | Argentinien | Russland    | 0:3 |

In Gruppe Q standen sich Bulgarien und Kuba nach 3:1-Siegen gegen Spanien im entscheidenden Spiel gegenüber und die Kubaner erreichten trotz zweimaligen Rückstands noch den ersten Rang. Die deutsche Mannschaft unterlag in Gruppe R in drei Sätzen gegen Brasilien, nachdem sie zuvor gegen die Tschechen, die den Südamerikanern erst im Tiebreak unterlegen waren, ein 3:0 geschafft hatten.
| Gruppe Q |           |       |        |       |
|          | Team      | Sätze | Punkte | BPQ   |
| 1.       | Kuba      | 6:3   | 4      | 1,010 |
| 2.       | Bulgarien | 5:4   | 3      | 1,038 |
| 3.       | Spanien   | 2:6   | 2      | 0,948 |

| 4. Oktober | Spanien   | Bulgarien | 1:3 |
| 5. Oktober | Kuba      | Spanien   | 3:1 |
| 6. Oktober | Bulgarien | Kuba      | 2:3 |

| Gruppe R |             |       |        |       |
|          | Team        | Sätze | Punkte | BPQ   |
| 1.       | Brasilien   | 6:2   | 4      | 1,194 |
| 2.       | Deutschland | 3:3   | 3      | 1,016 |
| 3.       | Tschechien  | 2:6   | 2      | 0,827 |

| 4. Oktober | Tschechien  | Brasilien   | 2:3 |
| 5. Oktober | Deutschland | Tschechien  | 3:0 |
| 6. Oktober | Brasilien   | Deutschland | 3:0 |

### Finalrunde und Platzierungsspiele
Beim ersten Halbfinale in Rom setzte sich Kuba nach einem umkämpften Spiel im Tiebreak gegen Serbien durch. Die Brasilianer besiegten anschließend die Gastgeber. Italien verlor am nächsten Tag auch das Spiel um den dritten Platz. Dem Titelverteidiger reichten im Endspiel gegen Kuba drei Sätze, um erneut Weltmeister zu werden.

|  | Halbfinale       | Halbfinale |             |   | Finale      | Finale      |
|  |                  |            |             |   |             |             |
|  | Serbien          | 2          |             |   |             |             |
|  | Kuba             | 3          |             |   |             |             |
|  | 9. Oktober       |            |             |   |             |             |
|  |                  |            | 10. Oktober |   |             |             |
|  | Kuba             | 0          |             |   |             |             |
|  |                  | Brasilien  | 3           |   |             |             |
|  |                  |            |             |   |             |             |
|  | Spiel um Platz 3 |            |             |   |             |             |
|  | 9. Oktober       | 9. Oktober | Serbien     | 3 |             |             |
|  | Italien          | 1          | Italien     | 1 |             |             |
|  | Brasilien        | 3          |             |   | 10. Oktober | 10. Oktober |

Das deutsche Team konnte in Modena gegen die USA und Bulgarien keinen Satz mehr für sich entscheiden und belegte am Ende den achten Rang. Die Russen sicherten sich mit einem 3:0 gegen den Olympiasieger den fünften Platz.
|  | Platzierungsspiele 5-8 | Platzierungsspiele 5-8 |             |   | Spiel um Platz 5 | Spiel um Platz 5 |
|  |                        |                        |             |   |                  |                  |
|  | Russland               | 3                      |             |   |                  |                  |
|  | Bulgarien              | 1                      |             |   |                  |                  |
|  | 8. Oktober             |                        |             |   |                  |                  |
|  |                        |                        | 9. Oktober  |   |                  |                  |
|  | Russland               | 3                      |             |   |                  |                  |
|  |                        | Vereinigte Staaten     | 0           |   |                  |                  |
|  |                        |                        |             |   |                  |                  |
|  | Spiel um Platz 7       |                        |             |   |                  |                  |
|  | 8. Oktober             | 8. Oktober             | Bulgarien   | 3 |                  |                  |
|  | Vereinigte Staaten     | 3                      | Deutschland | 0 |                  |                  |
|  | Deutschland            | 0                      |             |   | 9. Oktober       | 9. Oktober       |

Bei den Platzierungsspielen in Florenz setzte sich Argentinien gegen Spanien und Tschechien durch. Die Franzosen gewannen die Partie um den elften Platz.

|  | Platzierungsspiele 9-12 | Platzierungsspiele 9-12 |            |   | Spiel um Platz 9 | Spiel um Platz 9 |
|  |                         |                         |            |   |                  |                  |
|  | Argentinien             | 3                       |            |   |                  |                  |
|  | Spanien                 | 1                       |            |   |                  |                  |
|  | 8. Oktober              |                         |            |   |                  |                  |
|  |                         |                         | 9. Oktober |   |                  |                  |
|  | Argentinien             | 3                       |            |   |                  |                  |
|  |                         | Tschechien              | 1          |   |                  |                  |
|  |                         |                         |            |   |                  |                  |
|  | Spiel um Platz 11       |                         |            |   |                  |                  |
|  | 8. Oktober              | 8. Oktober              | Spanien    | 1 |                  |                  |
|  | Frankreich              | 0                       | Frankreich | 3 |                  |                  |
|  | Tschechien              | 3                       |            |   | 9. Oktober       | 9. Oktober       |

### Endstand
Brasilien gewann zum dritten Mal in Folge den Titel. Für den unterlegenen Finalisten aus Kuba war es der größte Erfolg seit 1990, als sie bei der Weltmeisterschaft in Brasilien das Endspiel erreicht hatten. Die Serben gewannen nach zwei vierten Plätzen wieder eine Medaille. Deutschland belegte Platz acht, ein besseres Ergebnis für eine deutsche Mannschaft hatte es zuletzt mit dem vierten Platz der DDR 1974 gegeben.
Deutschland spielte mit Patrick Steuerwald, Simon Tischer, Lukas Bauer, Marcus Böhme, Max Günthör, Georg Grozer, Jochen Schöps, Björn Andrae, Denis Kaliberda, Robert Kromm, Sebastian Schwarz, Christian Dünnes, Sebastian Prüsener und Ferdinand Tille. Trainer war Raúl Lozano.
| 1.  | Brasilien           |
| 2.  | Kuba                |
| 3.  | Serbien             |
| 4.  | Italien             |
| 5.  | Russland            |
| 6.  | Vereinigte Staaten  |
| 7.  | Bulgarien           |
| 8.  | Deutschland         |
| 9.  | Argentinien         |
| 10. | Tschechien          |
| 11. | Frankreich          |
| 12. | Spanien             |
| 13. | Puerto Rico         |
|     | Mexiko              |
|     | Ägypten             |
|     | Kamerun             |
|     | Japan               |
|     | Polen               |
| 19. | Iran                |
|     | Tunesien            |
|     | Australien          |
|     | Venezuela           |
|     | Volksrepublik China |
|     | Kanada              |

## Einzelauszeichnungen
Der neue Weltmeister hatte den wertvollsten Spieler des Turniers in seinem Team. Für Kuba reichte es trotz des besten Blockers nicht ganz zum Titel. Serbien kam mit dem besten Zuspieler ins Halbfinale, während die anderen Mannschaften es trotz ihrer herausragenden Akteure maximal den fünften Rang belegten.
| wertvollster Spieler (MVP) | Murilo Endres                  | Brasilien          |
| bester Scorer              | Iban Perez                     | Spanien            |
| bester Angreifer           | Maxim Michailowitsch Michailow | Russland           |
| bester Blocker             | Robertlandy Simon              | Kuba               |
| bester Aufschläger         | Clayton Stanley                | Vereinigte Staaten |
| bester Libero              | Ferdinand Tille                | Deutschland        |
| bester Zuspieler           | Nikola Grbić                   | Serbien            |

## Medien
In Deutschland zeigte Sport1 die Spiele mit deutscher Beteiligung live in einem Internet-Stream. Die Spiele um die Plätze fünf bis acht waren allerdings nicht online zu sehen. Seit Anfang Oktober gab es zusätzliche Übertragungen auf dem neuen Pay-TV-Sender Sport1+.

## Qualifikation
Die kontinentalen Qualifikationsspiele wurden von Dezember 2008 bis August 2009 ausgetragen.

### Europa
Die europäischen Mannschaften spielten um acht Startplätze neben Gastgeber Italien. In der ersten Runde gab es jeweils zwei Dreier- und Vierergruppen. Die Gruppensieger Weißrussland, Lettland, Rumänien und Montenegro qualifizierten sich für die zweite Runde, die in zwei Vierer- und zwei Fünfergruppen ausgetragen wurde. In Gruppe E setzte sich die deutsche Mannschaft gegen die Weißrussen und Kroatien durch und erreichte als Gruppenzweiter hinter der Slowakei die dritte Runde. In Gruppe F waren die Niederlande und Estland erfolgreich. Aus den anderen beiden Gruppen kamen jeweils drei Teams weiter, nämlich Portugal, Rumänien und Slowenien sowie Finnland, Tschechien und Belgien. Die jeweiligen Gruppensieger und -zweiten der vier Vierergruppen in der dritten Runde qualifizierten sich für die Weltmeisterschaft. Deutschland belegte in der Gruppe I mit Erfolgen gegen Finnland und Belgien den zweiten Platz hinter Russland. Bulgarien und Tschechien setzten sich gegen die Niederlande und Portugal durch; Polen und Frankreich siegten gegen die Slowakei und Slowenien; Serbien und Spanien belegten die ersten Plätze vor Rumänien und Estland.

### Afrika
Die afrikanische Qualifikation, in der es um drei Plätze ging, startete mit sieben Mannschaften in der zweiten Runde, von denen lediglich Malawi ausschied. In der dritten Runde gab es drei Vierergruppen, deren Sieger sich für die Weltmeisterschaft qualifizierten. Ägypten war gegen Nigeria, Marokko und Botswana erfolgreich. Tunesien setzte sich gegen Algerien, Kenia und Mosambik durch. Kamerun wurde Gruppensieger vor Südafrika, Mauritius und Simbabwe.

### Asien
In der ersten Runde der asiatischen Qualifikation, in der vier Teilnehmer ermittelt wurden, kamen Tonga (Gruppe A), Pakistan und Bangladesch (Gruppe B) sowie alle Teams der Gruppe C (Katar, Oman und VAE) weiter. Die zweite Runde wurde in drei Vierergruppen ausgetragen. Die Gruppensieger Iran, Thailand und Kasachstan sowie der Gruppenzweite Indien erreichten die dritte Runde mit zwei Vierergruppen, aus denen sich die beiden besten Mannschaften für die Weltmeisterschaft qualifizierten. In Gruppe G waren China und Australien gegen Indien und Thailand erfolgreich. In Gruppe H setzten sich Japan und Iran gegen Südkorea und Kasachstan durch.

### Nord- und Mittelamerika
Aus dem Verband NORCECA qualifizierten sich fünf Mannschaften für die Weltmeisterschaft. In der ersten Runde gab es zwei Fünfergruppen, deren Sieger St. Lucia und Antigua/Barbuda die zweite Runde erreichten, die in zwei Sechser- und einer Siebenergruppe ausgetragen wurde. Als Gruppensieger und -zweite kamen Suriname, die Amerikanischen Jungferninseln, Mexiko, die Bahamas, Panama und Guatemala weiter. Die drei Sieger der Vierergruppen in der dritten Runde (USA, Puerto Rico und Kuba) waren direkt für Italien qualifiziert. Die Gruppenzweiten und ein Gruppendritter spielten eine Playoff-Runde, in der sich Kanada und Mexiko gegen die Dominikanische Republik und Panama durchsetzten.

### Südamerika
Die südamerikanische Qualifikation wurde mit acht Teilnehmern in zwei Vierergruppen ausgetragen. In Gruppe A war Argentinien gegen Kolumbien, Chile und Bolivien erfolgreich. Venezuela wurde Sieger der Gruppe B vor Paraguay, Uruguay und Ecuador.